# Mauritische Beachhandball-Nationalmannschaft der Juniorinnen
Die mauritische Beachhandball-Nationalmannschaft der Juniorinnen repräsentiert den Handball-Verband von Mauritius als Auswahlmannschaft auf internationaler Ebene bei Länderspielen im Beachhandball gegen Mannschaften anderer nationaler Verbände.
Eine als Überbau fungierende Nationalmannschaft der Frauen gibt es anders als das männliche Pendant mit der Mauritischen Beachhandball-Nationalmannschaft der Junioren bislang nicht.

## Geschichte

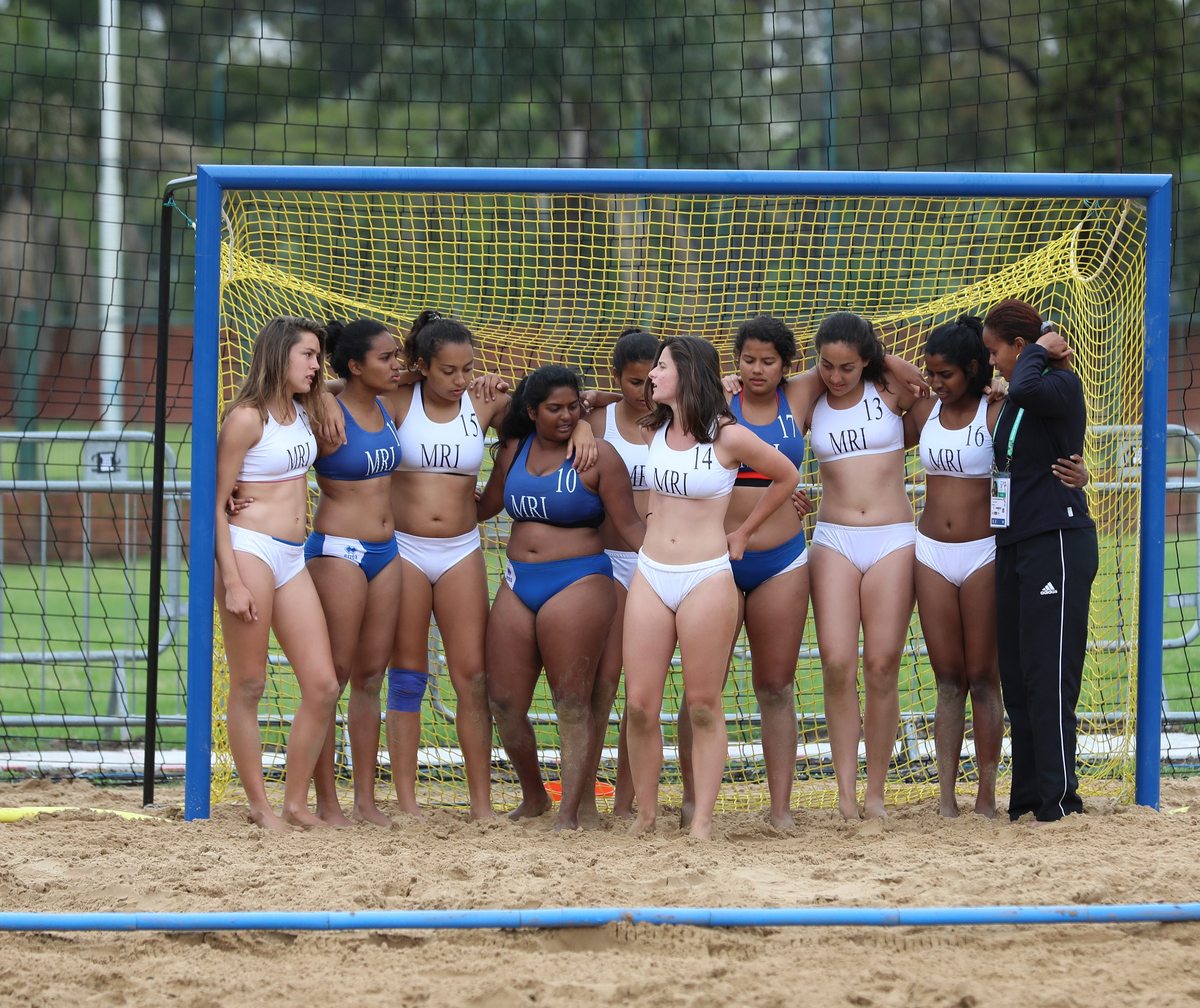
Die Mannschaft Mauritius' und ihre Trainerin bei den Olympischen Jugendspielen 2018

Ohne irgendeine Tradition im Beachhandball zu haben und ohne dass Handball eine nennenswerte Verbreitung hätte, bewarb sich der Handball-Verband von Mauritius als Ausrichter für die erstmals 2017 ausgetragenen Junioren-Weltmeisterschaften, die auch das Qualifikationsturnier für die Olympische Jugendspiele 2018 in Buenos Aires waren. Der Verband bekam die Veranstaltung zugesprochen. Trotz organisatorischer Probleme und finanzieller Unregelmäßigkeiten fand das Turnier schließlich statt. Die gastgebende Mannschaft verlor dabei alle ihre zehn Spiele und konnte nicht einen Satz für sich entscheiden. Am Ende belegte sie den letzten Platz unter den 14 Mannschaften. Da jedoch die zweite Mannschaft Afrikas, Togo, kurzfristig nicht antrat, qualifizierte sich Mauritius als einziger afrikanischer Vertreter für das Mädchenturnier der Olympischen Jugendspiele des folgenden Jahres.
Während die übrigen Mannschaften weitestgehend auf personelle Kontinuität setzten, trat Mauritius mit einer komplett neu zusammengestellten Mannschaft bei den Jugendspielen an. Einzige Konstante war die nun zur Cheftrainerin aufgerückte Co-Trainerin von 2017, Karine Raboud-Amoordon. Doch auch hier verlor das Team alle seine Vor- und Trostrundenspiele ohne einen einzigen Satzgewinn. Erst beim abschließenden Platzierungsspiel gegen Amerikanisch-Samoa konnte die Mannschaft das erste Mal überhaupt einen Durchgang für sich entscheiden, verlor aber im Shootout und belegte damit erneut den letzten Platz.
Da es bislang noch keine kontinentalen Meisterschaften und Wettbewerbe gab, konnte die Mannschaft bislang nur an Turnieren auf Weltebene teilnehmen.

## Teilnahmen
| Olympische Jugendspiele - 2018 (U 18): 12. - 2026 (U 18): | Junioren-Weltmeisterschaften - 2017 (U 17): 14. - 2022 (U 18): nicht qualifiziert |

- JWM 2017: Monica Bernard • Stelly Brique • Penelope Chungchung • Michele Espiegle (TW) • Valencia Jolicouer • Anouska Lalanne • Anne Charlotte Perrine • Christanielle Perrine (TW) • Gabriella Perrine • Gwendolyne Perrine • Ersatz: Rooquezah Jolicouer[3]

- OJS 2018: Chloé Bax • Sabine Desvaux de Marigny • Zoé Georgia Guyollot • Urvi Hemraz • Marie Chloé Hirigoyen • Jasmeeta Kistoo • Makeba Rose Alcida Permal • Sarina Ramlugon (TW) • Emma de Waal (TW)

## Trainer
| Cheftrainer/in - 2017: Dharmendra Dabydin - 2018: Sheron Marie Karine Raboud-Amoordon | Co-Trainer/in - 2017: Sheron Marie Karine Raboud-Amoordon & Chris Michael Kevin Hermance - 2018: Martial Georges Ludovic Carre |